# ミミコウモリ
ミミコウモリ（耳蝙蝠、学名：Parasenecio kamtschaticus）は、キク科コウモリソウ属の多年草。

## 特徴
根茎はわずかに斜上する。茎はややジグザグに屈曲して伸長し、高さは60-120cmになる。茎にほとんど毛はない。葉は茎の中部にふつう3-4個がまばらに互生し、茎につく葉は膜質、葉身は腎形で、長さ7-17cm、幅11-25cmになり、葉先や数か所の主要な脈の先は急に短くとがり、基部は心形になる。縁にはふぞろいな欠刻状の鋸歯がある。葉の表面、裏面ともに無毛であるが、裏面の葉脈にそってまばらに縮れた毛が生える。葉柄は長さ4.5-9cmになり、翼はないか、または上部あるいは下部に狭い翼があり、基部は耳状に茎を抱き、葉鞘は合生して円筒形になる。
花期は8-9月。頭状花序は総状円錐花序に斜め下向きにつく。すべて両性の筒状花からなり、頭花の花柄は長さ2-6mmになる。総苞は狭筒型で長さ8-10mm、総苞片は1列で5個ある。1頭花は3-5個の小花で構成されており、花冠は白色で長さは8.5mmになる。果実は長さ4-5mmになる円柱形の痩果となる。冠毛は白色で長さ4.5-5mmになる。

## 分布と生育環境
日本では、南千島、北海道、本州の東北地方の青森県と秋田県に分布し、温帯域の夏緑林の林内や亜寒帯域の亜寒帯針葉樹林の林間の草地に生育する。国外では、中国大陸（東北部）、ウスリー、カムチャツカ半島、サハリン、千島列島、アリューシャン列島に分布する。

## 名前の由来
和名 ミミコウモリは、「耳蝙蝠」の意で、葉柄の基部が茎を抱くようすを「耳」としたもの。
種小名（種形容語）kamtschaticus は、「カムチャツカの」の意味。

## 分類の変遷
本種は、コウモリソウ属が Cacalia属とされていたとき、Cacalia auriculate DC. var. kamtschatica (Maxim.) Matsum. とされ、日本には分布しないカラフトミミコウモリを基本種とする変種とされてきた。Cacalia属が廃止され、アジア産のものが Parasenecio属とされた際にも、1995年に小山博滋によって Parasenecio auriculatus (DC.) J.R.Grant var. kamtschaticus (Maxim.) H.Koyama と同様に変種として組み替えられた。2009年には、門田裕一によって、Parasenecio kamtschaticus (Maxim.) Kadota と独立した種とされた。

## ギャラリー

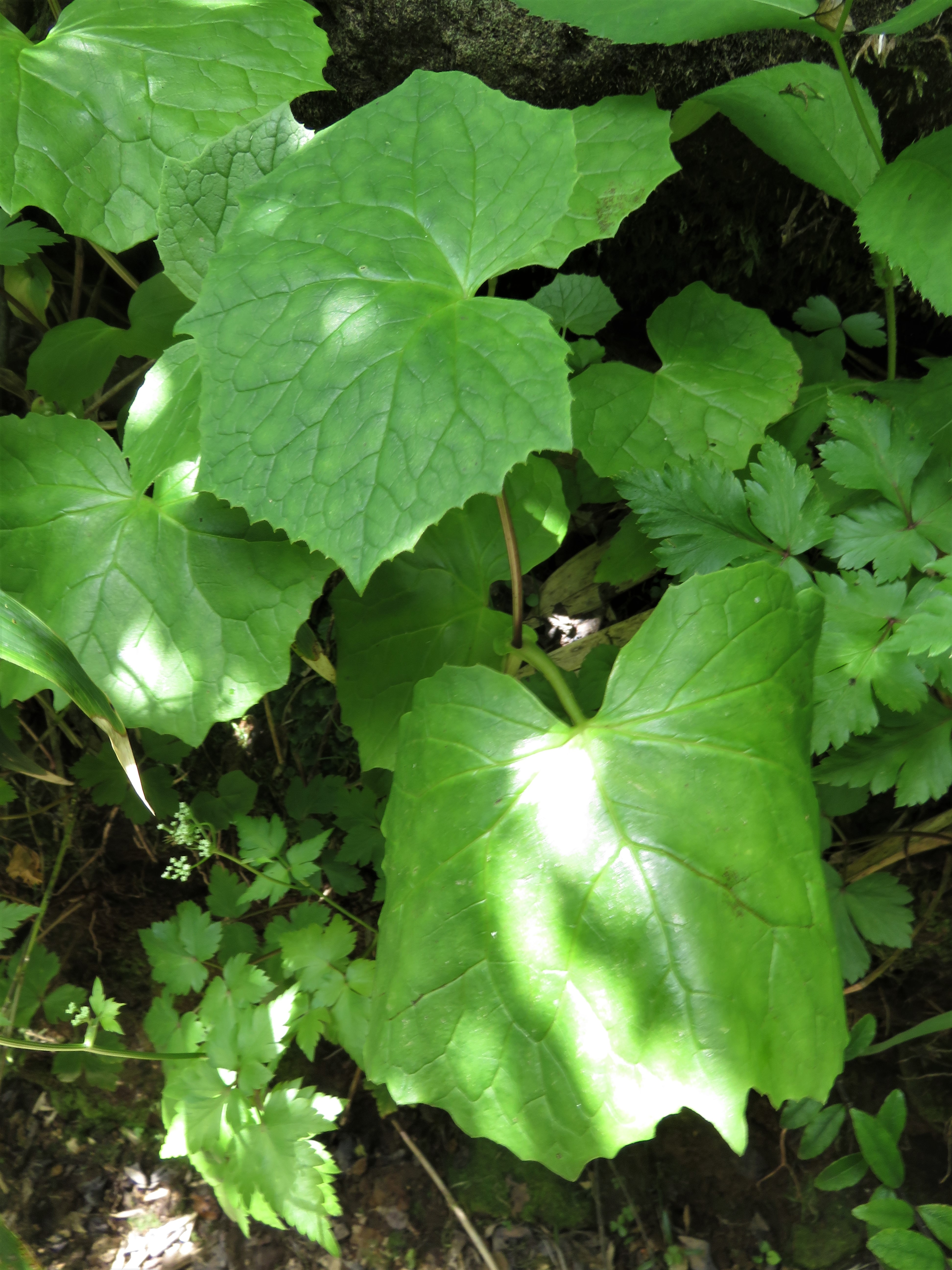
葉は腎形で、葉先や数か所の主要な脈の先は急に短くとがる。
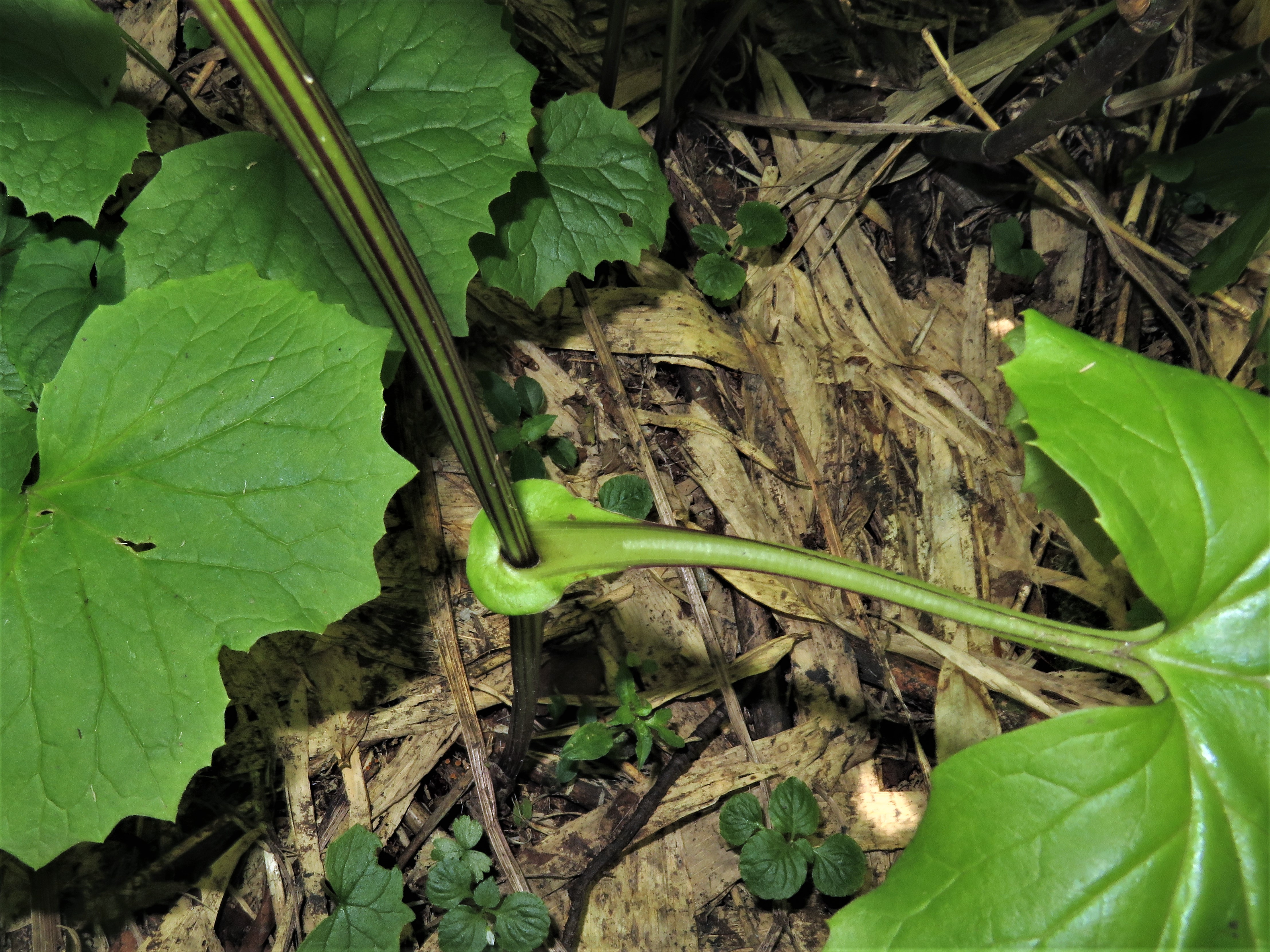
葉柄の基部は「耳状」に茎を抱く。
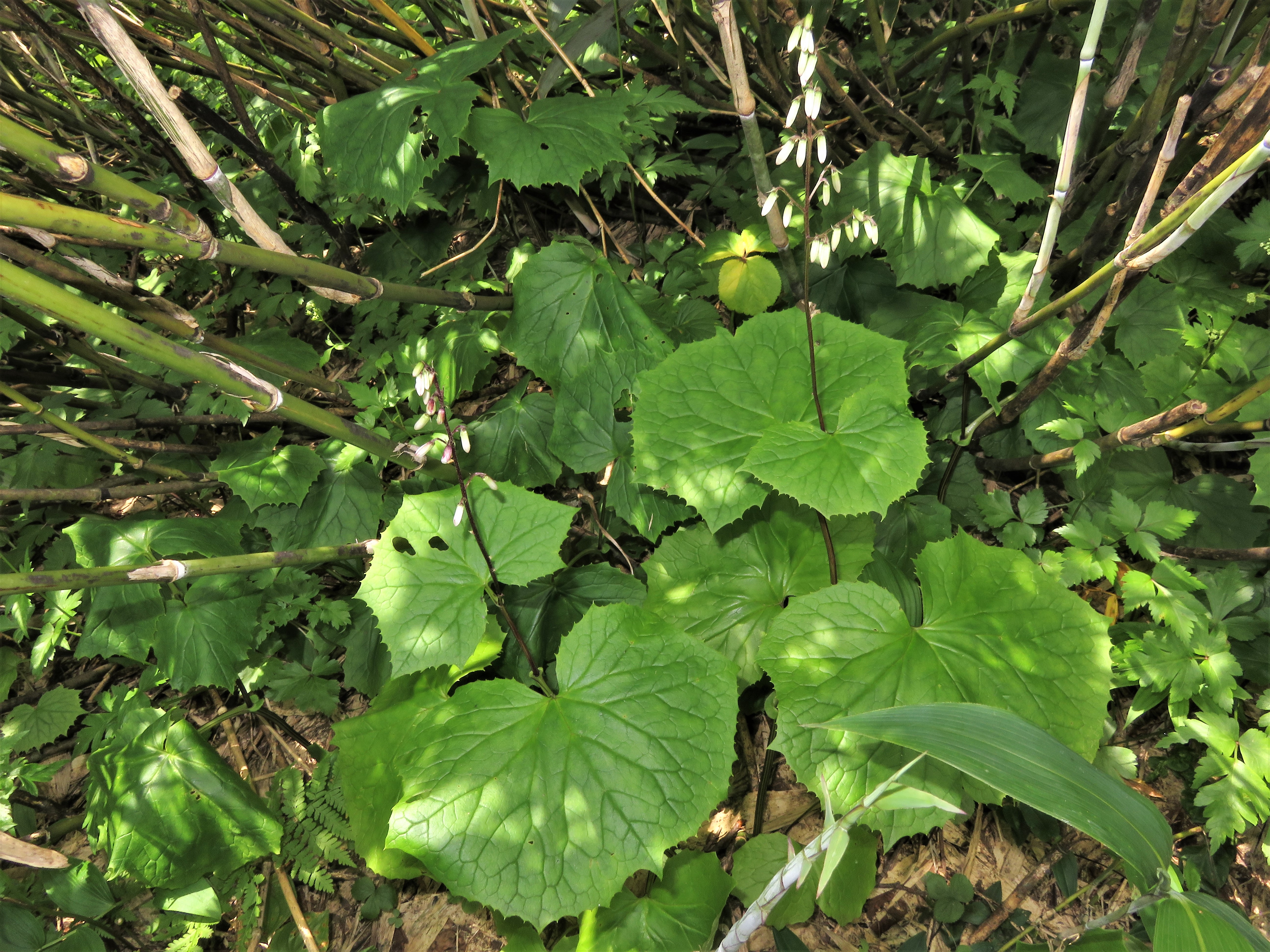
オオシラビソで構成される針葉樹林下で、低木層にはチシマザサが生える場所にあったもの（八甲田山）。頭花は総状円錐花序につき、斜め下向きに咲く。

## コモチミミコウモリ
ミミコウモリの変種にコモチミミコウモリ - Parasenecio kamtschaticus (DC.) Kadota var. bulbifer (Koidz.) Kadotaがある。北海道の大雪山系、日高山脈、夕張山地、増毛山地、樺戸山地に分布し、温帯域に生育する。葉腋にむかごをつけ、花冠は基本種より小さく、長さ6.5mmになる。
準絶滅危惧（NT）（環境省レッドリスト）
（2017年、環境省）